# 苦悶
| ウィキペディアには「苦悶」という見出しの百科事典記事はありません（タイトルに「苦悶」を含むページの一覧/「苦悶」で始まるページの一覧）。 代わりにウィクショナリーのページ「苦悶」が役に立つかもしれません。 |